# Kazuaki Nagasava
Kazuaki Nagasava (japonsko 長沢 和明), japonski nogometaš in trener, 4. februar 1958.
Za japonsko reprezentanco je odigral 9 uradnih tekem.